# سوار بر عقاب
سوار بر عقاب (به انگلیسی: Ride the Eagle) فیلمی محصول سال ۲۰۲۱ و به کارگردانی ترنت اودانل است. در این فیلم بازیگرانی همچون جیک جانسون، دارسی کاردن، جی. کی. سیمونز و سوزان ساراندون ایفای نقش کرده‌اند.